# Монаркас (Морелія)
Спортивний клуб «Монаркас» або просто «Монаркас» (ісп. Club Atlético Morelia) — професіональний мексиканський футбольний клуб з міста Морелія у штаті Мічоакан. Виступає в другому дивізіоні чемпіонату Мексики, Лізі де Експансьйон. Домашні матчі проводить на стадіоні «Морелос».

## Досягнення
- Прімера Дивізіон Мексики
  -  Чемпіон (1): 2000 (Інверно)
  -  Срібний призер (2): 2002 (Апертура), 2003 (Клаусура), 2011 (Клаусура)

- Сегунда Дивізіон Мексики
  -  Чемпіон (1): 1981

- Кубок Мексики
  -  Володар (1): 2013 (Апертура)
  -  Фіналіст (2): 1964/65, 2017 (Клаусура)

- Суперкубок MX
  -  Володар (1): 2014
  -  Фіналіст (1): 2015

- Північноамериканська суперліга
  -  Чемпіон (1): 2010

- Кубок чемпіонів КОНКАКАФ
  -  Фіналіст (2): 2002, 2003

## Відомі гравці
До списку потрапили футболісти, про яких існує стаття в українській вікіпедії
- Ерік Агірре
- Адольфо Баутіста
- Харед Борхетті
- Олаф Ередія
- Еліас Ернандес
- Франсіско Кастрехон
- Яссер Корона
- Еміліо Мора
- Мойсес Муньйос
- Луїс Мігель Нор'єга
- Карлос Очоа
- Орібе Перальта
- Енріке Перес
- Луїс Гарсія Постіго
- Ігнасіо Родрігес
- Йоган Рубен Родрігес
- Мігель Саба
- Мігель Сепеда
- Анхель Сепульведа
- Рауль Сервін
- Хуан Карлос Чавес
- Феліпе Балой
- Аріель Гарсе
- Марсело Карраседо
- Анхель Коміццо
- Даміан Мансо
- Марко Торсільєрі
- Кле Койман
- Карло Костлі
- Карлос Павон
- Андрес Мендоса
- Роберто Паласіос
- Енді Поло
- Рауль Руйдіас
- Маурісіо Моліна
- Альдо Рамірес
- Луїс Габріель Рей
- Джефферсон Монтеро
- Хоао Рохас
- Густаво Москосо
- Оскар Рохас
- Маурісіо С'єнфуегос
- Хафет Сото

## Відомі тренери
До списку потрапили тренери, про яких існує стаття в українській вікіпедії
- Антоніо Карбахаль (1984–1994)
- Еліас Муньос
- Анхель Коміццо (10 березня 2014 — 3 вересня 2014)
- Антоніо Мохамед (24 лютого 2002 — 22 лютого 2004)
- Густаво Сапата